# Hajirau Kimi ga Mitainda
Hajirau Kimi ga Mitainda (恥じらう君が見たいんだ?  lit. Quiero verte avergonzada) es una serie de web manga japonés escrito e ilustrado por Rakure Umagome. Se publica por entregas en YanMaga Web de Kōdansha desde el 15 de enero de 2021.

## Publicación
Hajirau Kimi ga Mitainda es escrito e ilustrado por Rakure Umagome. Comenzó a serializarse en YanMaga web de Kōdansha el 15 de enero de 2021. Kōdansha recopila sus capítulos idividuales en volúmenes tankōbon. El primer volumen se publicó el 19 de julio de 2021, y hasta el momento se han lanzado cuatro volúmenes.
El manga ha sido licenciado en Francia por Ono.
| Volúmenes de manga publicados | Volúmenes de manga publicados | Volúmenes de manga publicados |
| Número                        | Fecha de publicación          | ISBN                          |
| ----------------------------- | ----------------------------- | ----------------------------- |
| 1                             | 19 de julio de 2021           | ISBN 978-4-06-523691-8        |
| 2                             | 20 de octubre de 2021         | ISBN 978-4-06-525092-1        |
| 3                             | 18 de febrero de 2022         | ISBN 978-4-06-526826-1        |
| 4                             | 20 de julio de 2022           | ISBN 978-4-06-528108-6        |
| 5                             | 19 de enero de 2023           | ISBN 978-4-06-530422-8        |